# Nils Andersson (Fußballspieler, 1941)
Nils „Nisse“ Andersson (* 28. August 1941) ist ein ehemaliger schwedischer Fußballspieler und -trainer.

## Werdegang
Andersson spielte unter anderem für Djurgårdens IF und lief einmal für die schwedische Juniorennationalmannschaft auf. Zwischen 1983 und 2001 arbeitete er für den Svenska Fotbollförbundet und betreute hauptsächlich die Jugend- und Olympiamannschaften. Nachdem Olle Nordin nach der Weltmeisterschaft 1990 sein Amt als Nationaltrainer abgegeben hatte, übernahm er kommissarisch bis Jahresende für vier Spiele die Betreuung der Landesauswahl, ehe Tommy Svensson von Tromsø IL im Frühjahr 1991 sein Nachfolger wurde. 1992 trainierte er die Olympiaauswahl bei den Olympischen Spielen in Barcelona. In der Spielzeit 1987 versuchte er sich bei AIK als Klubtrainer. Zwar wurde er Hallenmeister, der Klub belegte jedoch mit nur 15 Saisontoren den viertletzten Platz in der Allsvenskan, so dass er nach Saisonende entlassen wurde.